# Chelemys
Chelemys és un gènere de rosegadors de la família dels cricètids. Les dues espècies que formen aquest grup són endèmiques de Xile. Estan adaptades a un estil de vida semisubterrani. Anteriorment s'hi incloïa l'espècie actualment classificada com a Paynomys macronyx. El seu pelatge, curt i molt espès, és de color gris uniforme. Les urpes de les potes anteriors són llargues i fortes, mentre que les de les potes posteriors són una mica més curtes.